# وفاء طربيه
 وفاء طربيه (24 يوليو 1943 -)، ممثلة ومدبلجة لبنانية.

## أعمالها

### التلفزيون

#### المسلسلات
- كل الحب كل الغرام (2018)
- متل القمر (2017)
- شيء من القوة (2009)
- مسلسل الينابيع (2008)
- خطايا صغيرة (2007)
- صائمون ...ولكن (2005)
- صور ضائعة (2003)
- ابنتي (2003)
- غدا يوم اخر (2001)
- البواسل (2000)
- على طريق الشمس
- ليالي شهرزاد (1980)
- بربر آغا (1980)
- بنت البواب (1979)
- بعد العذاب (1977)
- التائه (1970)
- أسير المحراب (1969)
- شارع العز (1969)
- أبو المراجل (1968)
- مسحر رمضان (فاعل خير) (1967)
- مقالب غوار (1967)
- مغامرات نادر (1965 )
- أبو الطيب (مالئ الدنيا وشاغل الناس) (1983)
- عندما تغني الطيور (1981)
- دوار يا زمن (1997)
- تجارة عن تراض (1996)
- سكرتيرة بابا (1997)
- الكوخ القديم (1990)
- مسلسل السر (1989)
- مسلسل الفجر (1987)
- رحلت ذات الصباح (1986)
- مسلسل هلا (1986)
- مسلسل البخلاء (1986)
- فلتسقط الدموع (1985)
- عجوب دائما محبوب (1985)

#### تمثيليات
- الطريق الفرعية
- المهاجرون

#### رسوم متحركة
- نينجا المغامر
- سانشيرو
- ساندي بل
- رحلة عنابة
- مغامرات سندباد
- مغامرات سبانك
- أبطال الجزيرة
- رانزي المدهشة
- البطل خماسي
- مغامرات زينة ونحول
- اسألوا لبيبة
- وادي الأمان
- الليث الأبيض
- هاني وعاصم
- ريمي الفتى الشريد
- النسر الذهبي
- غزاة من الفضاء
- رعد العملاق
- حكايات لا تنسى
- ميمونة ومسعود

### أفلام
- بغمضة عين (2017)
- المشهد الأخير (2005)
- عين الشوق (1999)
- زنبقة بين الوحول (1999)

## روابط خارجية
- وفاء طربيه على موقع IMDb (الإنجليزية)
- وفاء طربيه على موقع قاعدة بيانات الأفلام العربية
- وفاء طربيه على موقع قاعدة بيانات الفيلم (الإنجليزية)